# Édouard Méric
Le général Édouard Méric, né le 20 juillet 1901 à Marseille et mort le 29 mai 1973 à Paris, est un compagnon de la Libération.
Il est le premier époux de la future résistante Marie-Madeleine Bridou.

## Biographie
D'un père officier général, Édouard Méric est élève à l'École militaire de Saint-Cyr (promotion du Souvenir). Incorporé dans l'infanterie, il est chef du Bureau des Affaires indigènes à Foum Zguid, Tata et Guelmim entre 1935 et 1939. Alors capitaine, il devient adjoint au directeur des Affaires indigènes à Rabat et suit un stage du Centre des hautes études d'administration musulmane (CHEAM) à Alger en 1941.
L'année suivante, il prend part à la préparation du débarquement anglo-américain du 8 novembre, avec les conjurés d'Alger, conduisant à son emprisonnement.
Après sa remise en liberté, il est nommé à l'État-major du général Giraud, puis devient chef d'état-major du 2e groupe de Tabors marocains (2e GTM) en janvier 1943, avant de prendre le commandement du 1er Tabor, avec lequel il s'empare du centre du massif de l'Ousselat (capturant 250 prisonniers ainsi qu'un important matériel de guerre), se distinguant à Aïn Djeloula (faisant une soixantaine de prisonniers), bat les dernières résistances adverses à Zriba le 11 et 12 mai (capturant un grand nombre de prisonniers et un important matériel).
Chef de bataillon, il se démarque lors de la prise du col de Teghime (1er -3 octobre 1943), puis de la libération de l'île d'Elbe (17-18 juin 1944), et débarque en Provence avec l'armée B du général de Lattre.
Les 21 et 22 août 1944, toujours à la tête du 1er Tabor, il refoule des abords d'Aubagne un ennemi qui résiste farouchement, puis, du 23 au 28 août, devant Marseille, fait plus de 1 200 prisonniers, ce qui lui vaut d'être nommé Compagnon de la Libération par le général de Gaulle.
Il est blessé dans les Vosges en octobre 1944, puis prend part aux combats en Alsace et dans la Forêt-Noire.
Il prend le commandement du 1er régiment de tirailleurs marocains (1er RTM) en mars 1945.
Lieutenant-colonel, il commande le 3e régiment étranger d'infanterie (3e REI) en 1946 puis la zone Est de Cochinchine. En 1948, il est promu colonel et est nommé chef du territoire de Tiznit au Maroc, avant de prendre les fonctions de chef d'état-major du général Boyer de Latour en Indochine. Il prend par la suite la direction du cours des Affaires indigènes à Rabat.
Il suit les cours de l'Institut des hautes études de Défense nationale (IHEDN) et du Centre des hautes études militaires (CHEM).
Commandant de la subdivision de Dellys (Algérie) en 1952, il prend la direction des Affaires politiques en Tunisie puis directeur général de l'Intérieur à Rabat en 1956. Promu général de brigade durant cette période, il assure la difficile transition des deux protectorats vers l'indépendance.
Commandant de la place de Mayence, il termine sa carrière militaire en 1959, en tant qu'adjoint au commandant en chef des Forces françaises en Allemagne (Baden-Baden).
À la suite de l'indépendance de la Mauritanie, il est sollicité par le président Ould Daddah sur la formation des unités de gendarmerie de ce nouvel État.
En 1962, il se présente comme candidat de l'UNR dans la Cinquième circonscription de Seine-et-Marne et n'est pas élu. 
S'associant à la création de la revue Maghreb-Machrek en 1963, il en est l'animateur et l'inspirateur. Il collabore également au journal La Croix.

## Décorations
- Commandeur de la Légion d'honneur
- Compagnon de la Libération par décret du 20 novembre 1944[2]
- Croix de guerre 1939–1945 (7 citations)
- Croix de guerre des Théâtres d'opérations extérieurs (4 citations)
- Médaille coloniale avec agrafe « Maroc 1925-1926 »
- Distinguished Service Cross (États-Unis)
- Ordre du Mérite militaire chérifien
- Commandeur de l'Ordre de la République (Tunisie)
- Commandeur de l'Ordre du Mérite National (Mauritanie)